# Караси (фильм)
«Караси» — украинский художественный фильм режиссёра Сергея Крутина.
Премьера фильма в России состоялась 30 марта 2008 года по телеканалу «Россия».

## Сюжет
Караси — семья, проживающая в российском городе-миллионнике. Полковник Карась — прямой и уравновешенный военный человек, его жена Лариса — врач-гинеколог, их дочь Вероника — аспирантка и несчастливая влюблённая, сын Андрей — красавец и сердцеед. Они живут под одной крышей, но совершенно разобщённо. Главная коллизия сценария — необходимость срочной женитьбы Андрея, иначе квартира, которую должен получить полковник для сына, будет лишь однокомнатной. Андрей пытается выполнить пожелание родителей, но все знающие его девушки отказываются выходить замуж. Тогда он знакомится с Соней — заурядной девушкой. Oна влюбляется в Андрея.

## В ролях
- Юрий Степанов — Аркадий
- Елена Яковлева — Лара, жена Аркадия
- Константин Милованов — Виктор
- Ярослав Жалнин — Андрей Карась
- Вера Климковецкая — Соня
- Светлана Малюкова
- Наталия Просветова

Мы с Юрой уже играли супружескую пару с абсолютно другими предлагаемыми обстоятельствами, и мне стало интересно опять поработать с ним: мы — снова муж и жена. Да и потом — симпатичный сценарий. С тем засильем детективных сюжетов, которые сейчас идут по телевизору, хочется, чтобы люди наконец посмотрели нормальное человеческое кино.— Елена Яковлева

## Съёмочная группа
Съёмки фильма велись в Киеве, даже сцена охоты снималась на натуре на болото под Киевом на территории рыбхоза.
- Сценарист: Сергей Крутин
- Режиссёр: Сергей Крутин
- Композитор: Михаил Марков
- Композитор: Егор Олесов
- Художник: Анастасия Кононенко

В нашем фильме дети являются зеркальным отображением своих родителей в молодости. В картине немало веселых сцен, но это — смех сквозь слезы. Мне было интересно снимать историю не об олигархах и бандитах, а о среднестатистических жителях страны.— режиссёр Сергей Крутин

## Критика
«Караси» по жанру семейная драма, но и здесь — блестящий актёрский ансамбль, именно ансамбль, который строится на атмосфере взаимопонимания и, опять не побоюсь этого слова, любви. Очень легко Серебренников, например, мог бы сделать из сценария фильма убийственную, беспросветную, русофобскую чернуху, и тут к месту строчки Бродского: «Несчастья подлецу всегда дороже, они на правду более похожи». Действительно, на сгущённой временной территории картины в семье главных героев, которых замечательно играют Елена Яковлева и Юрий Степанов, сошлись все семейные кризисы, несчастные любови, измены, корысти, проблемы отцов-детей, но то, как режиссёр Сергей Крутин, именитые и молодые артисты (Ярослав Жалнин, Светлана Малюкова, Константин Милованов, Наталья Просветова) относятся к своим персонажам, как настроен весь съёмочный «оркестр», вызывает не только уважение и сопереживание, но и возвращает к настоящим ценностям. В том числе, не побоюсь этого слова — семейным. Это по нашим временам уже колоссальный прорыв.— Александр Кондрашов, «Литературная газета», 2008 год

## Фестивали и награды
Премия IX Международного телекинофорума «Вместе» в номинации «Телевизионный игровой фильм, сериал».
Участник в конкурсе «Кино без кинопленки» XVII Фестиваля «Киношок» (2008).